# Pilsotas
Pilsotas è un grattacielo situato a Klaipėda, in Lituania, nel distretto residenziale di Gandrališkės. Il grattacielo è il più alto nella categoria residenziale dei paesi baltici. Disegnata da Donatas Rakauskas, è stata completata in maggio 2007.

## Dati
Il Pilsotas è alto 112 metri e ha 34 piani. La costruzione è iniziata in giugno 2005 ed è finita in maggio 2007. La torre è situata a Klaipėda, in Lituania, ed è di carattere residenziale.